# Porogymnaspis mesochitinosa
Porogymnaspis mesochitinosa är en insektsart som först beskrevs av Green 1922.  Porogymnaspis mesochitinosa ingår i släktet Porogymnaspis och familjen pansarsköldlöss.
Artens utbredningsområde är Sri Lanka. Inga underarter finns listade i Catalogue of Life.